# Melrose Park (Illinois)
Melrose Park è un sobborgo della città di Chicago, in Illinois (Stati Uniti). Fa parte della Contea di Cook.

## Geografia fisica
Secondo lo United States Census Bureau, la città ha una superficie totale di 11,0 km².

## Società

### Evoluzione demografica
Al censimento del 2000 la popolazione era costituita da 23.171 persone, la cui origine etnica era per il 71.53% di bianchi, il 53.88% di ispanici, il 2.92% di neri, l'1.99% di asiatici, lo 0.49% di nativi americani, il 20.08% di altra origine e il 2.97% multirazziali.
Melrose Park è uno dei principali centri della comunità italiana di Chicago.